# Rebutia steinmannii
Rebutia steinmannii ist eine Pflanzenart in der Gattung Rebutia aus der Familie der Kakteengewächse (Cactaceae). Das Artepitheton steinmannii ehrt den deutschen Paläontologen und Geologen Gustav Steinmann.

## Beschreibung
Rebutia steinmannii wächst meist sprossend mit kugelförmigen bis kurz zylindrischen Körpern und bildet Gruppen. Die Körper erreichen bei Durchmessern von 1 bis 3,5 Zentimetern Wuchshöhen von bis zu 2 Zentimetern und mehr. Sie haben eine Rübenwurzel. Die 8 bis 10 Rippen sind spiralförmig angeordnet und in niedrige Höcker gegliedert. Die darauf befindlichen ovalen Areolen sind bräunlich bis weißlich. Ein Mitteldorn ist nicht vorhanden. Die 8 bis 13 Randdornen sind gelblich weiß. Sie sind nadelig, dünn, biegsam, abstehend oder ausgebreitet, oft ineinander verwoben und 3 bis 10 Millimeter lang.
Die leuchtend roten bis violetten, glockenförmigen Blüten sind bis zu 5 Zentimeter lang und erreichen Durchmesser von 4 Zentimetern. Das Perikarpell und die Blütenröhre sind mit einigen gräulichen Haaren besetzt. Die Narben sind hellgelb oder manchmal zart hellgrün.

## Verbreitung, Systematik und Gefährdung
Rebutia steinmannii ist in Bolivien in den Departamentos Chuquisaca, Oruro und Potosí  sowie in Argentinien in den Provinzen Salta und Jujuy in Höhenlagen von bis zu 4000 Metern verbreitet.
Die Erstbeschreibung als Echinocactus steinmannii wurde 1907 von Hermann zu Solms-Laubach veröffentlicht. Nathaniel Lord Britton und Joseph Nelson Rose stellten die Art 1922 in die Gattung Rebutia. Weitere nomenklatorische Synonyme sind Lobivia steinmannii (Solms) Backeb. (1936),  Mediolobivia steinmannii (Solms) Krainz (1947) und Aylostera steinmannii (Solms) Backeb. (1959).
In der Roten Liste gefährdeter Arten der IUCN wird die Art als „Least Concern (LC)“, d. h. als nicht gefährdet geführt.

## Nachweise